# Фон (народ)

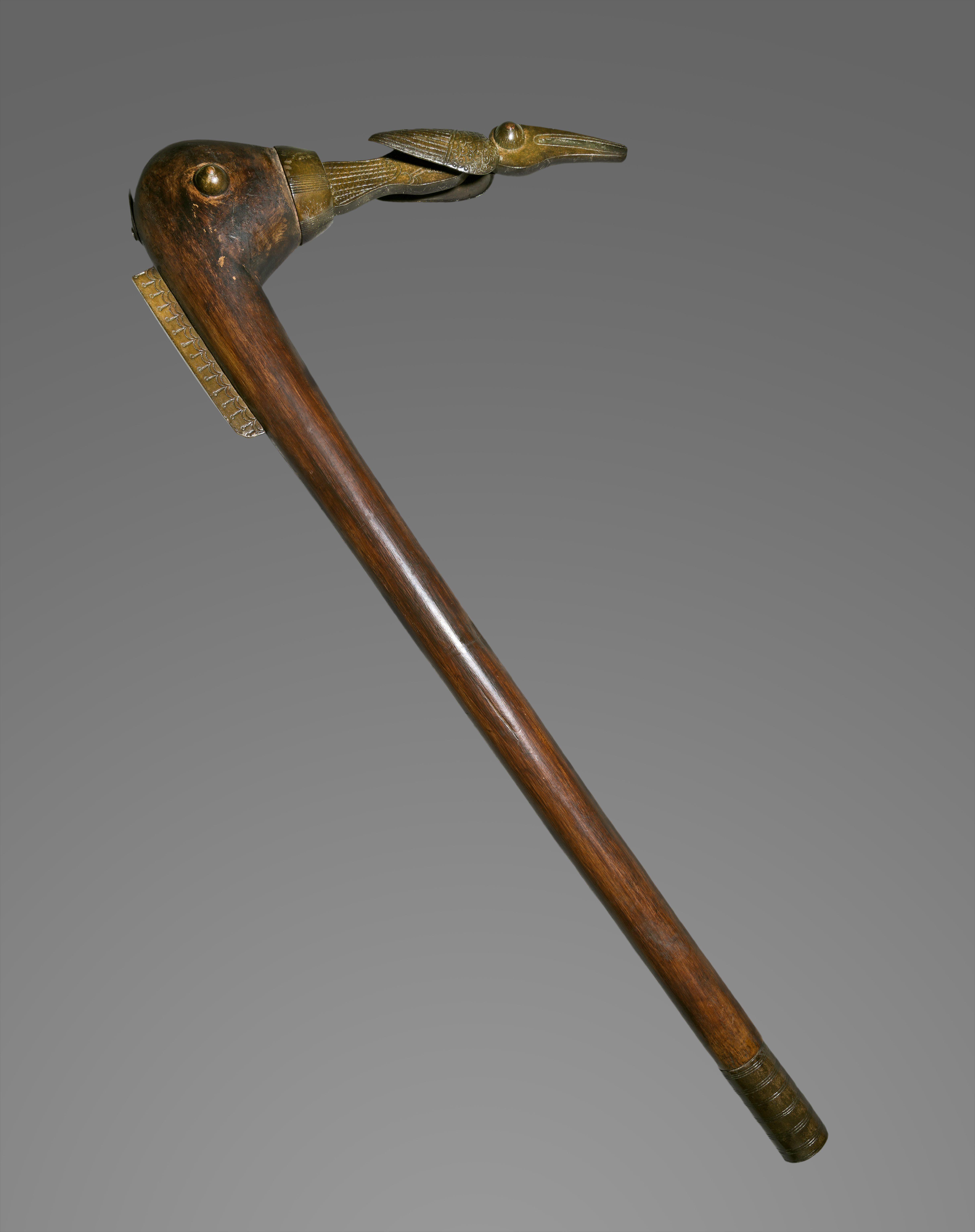
Рекада (жезл) народа фон

Фон, джеджи, дагомейцы, восточные эве (самоназвание: фонгбе) — народ, родственный эве. Населяют южную часть Бенина и прилегающие (юго-западные) районы Нигерии. Численность — более 3,5 млн человек. Язык относится к языкам ква, включаемым в нигеро-конголезскую макросемью. Фон сохраняют традиционные верования (культ предков, почитание богов неба, земли и др.), небольшая часть — христиане (в основном католики). Основные традиционные занятия — тропическое ручное земледелие (маниок, ямс, кукуруза) и сбор плодов масличной пальмы, которые идут на экспорт.
Фон составляли этническое ядро государства Дагомея, возникшего в XVII веке.